# Phomopsis magnoliicola
Phomopsis magnoliicola är en svampart som först beskrevs av Syd. & P. Syd., och fick sitt nu gällande namn av Died. 1911. Phomopsis magnoliicola ingår i släktet Phomopsis och familjen Diaporthaceae.   Inga underarter finns listade i Catalogue of Life.